# 마르티나 바티니
마르티나 바티니(이탈리아어: Martina Batini, 1989년 4월 17일~)는 이탈리아의 펜싱 선수로 주 종목은 플뢰레이다. 2020년 하계 올림픽 여자 플뢰레 단체전에서 동메달을 획득했고 세계 선수권 대회에서 금메달 3개, 은메달 2개를 획득했다.